# Río Ica
El río Ica es un río del Perú, uno de los cuatro que, de norte a sur, descienden en forma paralela y conforman la red hídrica del departamento de Ica. Estos son el el río San Juan o Chincha, el río Pisco, el Ica y el río Grande (Ica), todos pertenecientes a la vertiente del Pacífico.

## Geografía
La cuenca integrada del río Ica está formada por la cuenca natural del río Ica, en la vertiente del Pacífico, y parte de la cuenca alta del río Pampas, en la vertiente del Atlántico, y que constituye el sistema Choclococha. Las aguas de esa parte de la cuenca del río Pampas es derivada hacia la vertiente del Pacífico a través de un traforo de la cordillera de los Andes.
La cuenca integrada, tiene un área total de 8.103 km² (desde las nacientes del río Pampas, hasta la desembocadura del río Ica en el océano Pacífico); y se localiza entre las siguientes coordenadas geográficas: 13° 10′-14° 53′ S y 75° 1′-75° 54′ O; sus componentes tienen la siguiente área y localización:
- Sistema Choclococha: área total: 392 km², ubicado entre las coordenadas geográficas: 13° 10′ - 13° 34′ S y 75° 1′ - 75° 20′ O, altitud media: 4600 m.

- Cuenca natural del río Ica: área total 7.711 km², ubicada entre las coordenadas geográficas: 13° 28′-14° 53′ S y 74° 58′-75° 54′ O, altitud: 0 - 4.503 m.

La cuenca del río Ica, se encuentra ubicada en la zona central del departamento de Ica, comprendiendo dentro de su área parte de las regiones denominadas Costa y Sierra (coordenadas 13° 10′ - 14° 53′ S y 75° 1′ - 75° 54′ O).
Políticamente, forma parte de las provincias de Ica y Castrovirreyna (departamento de Ica y Huancavelica), cubriendo una extensión de 7.711 km², de los que 2.234 km², situados por encima de los 2500 m, corresponden a la cuenca húmeda, con precipitaciones superiores a 200 mm total anual.
La cuenca del río Ica, tiene una forma muy particular, el sector superior, comprendido entre su origen y San Juan, describe una gran curva o semicírculo, mientras que a partir de esta localidad hasta Ullujalla, tiene un alineamiento sensiblemente recto con un rumbo ligeramente sudsudeste.
Aguas abajo de Ullujalla, el cauce describe dos pequeñas curvas de sentido inverso hasta llegar al caserío Montenegro, desde donde, con un alineamiento casi recto desemboca en el Océano Pacífico.
El valle de Ica se extiende hacia el Sur, alrededor de 55 km, a lo largo de los contrafuertes occidentales de los Andes, su ancho varía entre 2 y 8 km, y la planicie del valle va desde los 300 hasta los 600 m; el clima es árido, con precipitaciones anuales de 3 mm, la temperatura es bastante uniforme, fluctuando los promedios mensuales entre 17 °C en julio, y 25 °C en febrero.
El valle de Ica, con 30.720 ha de área agrícola neta y 37.800 ha de área total global (ONERN, 1971), está conectado a la capital de la República y a las principales poblaciones del Sur del país, mediante la carretera Panamericana, la más importante vía de la red de carreteras del país y que cruza el valle; esta carretera une las ciudades de Lima e Ica mediante un tramo asfaltado de 308 km.
Otra vía importante es la que se inicia en Ica y llega hasta Córdova, con desvíos que conducen a Santiago de Chocorvos, San Miguel de Curis y San Juan de Huirpacancha, pueblos ubicados en la cuenca alta del río Ica.

## El sistema Choclococha
El sistema Choclococha está referido a un conjunto de embalses y obras hidráulicas, que permiten la derivación trasandina de los recursos regulados y naturales de una parte de la cuenca alta del río Pampas, en la vertiente del Atlántico, con el objeto de incrementar las disponibilidades del río Ica en época de estiaje.
Geográficamente se encuentra comprendido entre las coordenadas geográficas siguientes: 13° 10′ - 13° 34′ S y 75° 1′ - 75° 20′ O, la altitud promedio es de 4600 m s. n. m.; políticamente pertenece al distrito de Pilpichaca, provincia de Huaytará, departamento de Huancavelica.
El sistema Choclococha está conformado por tres lagunas reguladas en las nacientes del río Pampas, afluente éste por la margen izquierda del río Apurímac, en la vertiente del Atlántico; dichas lagunas son: Orcococha, Choclococha y Ccaracocha, ubicadas en la provincia de Castrovirreyna a 4600 m s. n. m. de altitud promedio, y que se han formado en depresiones de la Cadena Occidental de los Andes; reciben los recursos hídricos provenientes de las precipitaciones fluviales de sus cuencas.
Por su ubicación geográfica, el Sistema Choclococha pertenece a la zona tropical, sin embargo su altura sobre el nivel del mar, ha determinado que el clima se asemeje al correspondiente a latitudes mayores, cercanas al cinturón boreal.
Las altitudes oscilan entre los 4.350 y 5.100 m, la precipitación total anual promedio es de 750 mm, y la temperatura media anual es de 3,68 °C, las heladas son continuas en las noches, la presión atmosférica baja aproximadamente en un 40% respecto a la presión existente al nivel del mar, y la tensión de vapor se reduce a un cuarto de la tensión normal existente al nivel del mar.
La radiación solar guarda estrecha relación con la temperatura del día, y es común que entre un día nublado y otro con sol, haya una diferencia de temperatura de unos 5 °C.
Las obras hidráulicas permiten derivar los recursos de aproximadamente 392 km² de la cuenca del Pampas, mediante un sistema constituido por tres embalses de regulación, un canal de derivación y un túnel trasandino, los cuales conducen el agua hasta la laguna Pariona, punto de origen del río Ica, en la Vertiente del Pacífico.
De los 392 km², solo se regula la escorrentía de 287 km² (en Orcococha, Choclococha y Ccaracocha), discurriendo bajo régimen natural hacia el río Ica los rendimientos hídricos de 105 km².

## Hidrografía del río Ica
Con relación a la hidrografía del río Ica, se puede señalar que recibe el aporte de varios afluentes, entre los cuales cabe mencionar las quebradas Huacceyoc (70 km²), Tombillos (254 km²), Trapiche (125 km²), Cansas (176 km²), Yauca del Rosario (970 km²) y Tingue (491 km²).
La longitud del sistema hidrográfico del río Ica es de 220 km, presentando una pendiente promedio de aproximadamente 5%, sin embargo, presenta sectores de pendiente más pronunciada, especialmente en el sector de las quebradas Capillas y Huacceyoc, de la parte alta, en donde la pendiente llega a 10% y 9.4%.
El río Ica no presenta claramente diferenciados los trayectos o sectores clásicos correspondientes a la vida de un río (la cuenca de recepción, el canal de descarga y el cono de deyección), en parte por su relativamente pequeña cuenca (7.711 km²) y en parte por su fuerte pendiente, habiendo intervenido por otro lado factores estructurales y geomorfológicos que han contribuido a darle características muy especiales.
El curso superior o cuenca de recepción, comprende desde la parte alta de la cuenca hasta aguas abajo de la localidad de Tincocca, donde se produce la confluencia de los ríos Tambo y Jatunchaca.
Se caracteriza este sector por la fuerte pendiente del terreno y el gran poder de erosión de las aguas, que da por resultado la típica forma en V del valle y sus quebradas.
El curso medio, abarca desde la confluencia de los ríos Tambo y Jatunchaca hasta el límite superior de la depresión de Ocucaje.
El río muestra una suave pero gradual ampliación del encajonamiento y de la abertura en forma de V del valle, así como una paulatina disminución de la pendiente.
Aguas arriba de Trapiche, el valle se ensancha notablemente y reduce su pendiente, permitiendo la deposición de los materiales que el río lleva en suspensión y originando la formación del llano aluvial.
El curso inferior, comprende desde la depresión de Ocucaje hasta la boca del río, con un cauce seco y de pequeño ancho, corriendo encajonado entre cerros de pequeña elevación, lo que ha motivado la ausencia del cono de deyección y la deposición de sedimentos en el sector medio.

## Caudales de crecida
Los caudales se registran en la estación La Achirana, ubicada aguas arriba de la ciudad de Ica. Se desconocen los métodos de cálculos de caudales de crecida.
El caudal observado en 1998 se estimó en 600 m³/s.

### Crecidas del año 1998
El río Ica ha tenido crecidas fuertes debido a las lluvias intensas ocurridas en la parte alta y mediana de la cuenca, además de numerosos huaycos como consecuencia de estas lluvias.
Las inundaciones catastróficas de la ciudad de Ica se produjeron por desborde del río Ica. Dicho río atravesando la ciudad está encauzado, pero primero, tiene una capacidad muy reducida con relación al caudal estimado de la crecida, segundo, está ubicado en la parte más alta de la zona aluvial, es decir que algunas partes de la ciudad se encuentran a un nivel más bajo que los diques, lo que agrava los desbordes.
La capacidad del cauce se estima en unos 320 m³/s, es decir, largamente insuficiente como para evacuar caudales de crecida estimados en 600 m³/s, aún menos cuando se trata de flujos de lodo producidos por huaicos. Huaicos provocan aumentos excesivos de caudales, acompañados de flujos de lodo y de piedras, que pueden tener consecuencias catastróficas cuando existen numerosos obstáculos al flujo, tanto en el lecho mayor (urbanización en zonas inundables), como en el lecho menor y en los canales y drenes (las reducciones de secciones favorecen la acumulación de sedimentos y objetos arrastrados creando nuevos obstáculos al flujo).

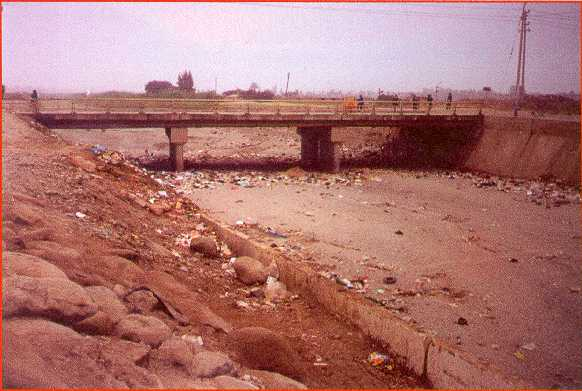
Vista del puente de la Ruta Panamericana, aguas abajo de la ciudad, durante el período seco.

Aguas arriba de la ciudad, la amplitud y las dimensiones del lecho mayor son de varios cientos de metros, obviamente superiores a las del lecho canalizado donde el puente que mide 21 m de ancho con una altura de 3 m. Existen otros canales, pero ninguno con una sección suficientemente grande como para evacuar crecidas.
Ica ya fue inundada en 1963 y en 1941.
El aumento de la población de la ciudad de Ica ha agravado las condiciones de flujo de las crecidas, reduciendo el número de canales (arenamiento de canales) y de aliviaderos existiendo paralelamente al río, y también creando zonas sometidas a graves riesgos de inundaciones por permitir la construcción de viviendas debajo del nivel del río.